# The Wizard of Mars
The Wizard of Mars è un film del 1965, diretto da David L. Hewitt, con John Carradine, basato su Il meraviglioso mago di Oz di L. Frank Baum.

## Trama
Dorothy Gale, ragazzina di 10 anni, vive nel Kansas con la zia Emma, lo zio Henry e il cane Toto. Un giorno, un ciclone trascina via la ragazza e il suo cagnolino (con la casa) molto lontano. Quando Dorothy va fuori, si ritrova in un paese sconosciuto. La strega buona del Nord (Glinda) le fa scoprire di essere nel Regno di Marte. La storia continua molto simile al racconto di Baum, ma con piccole differenze.